# Trapezoedro hexagonal
En geometría, el trapezoedro hexagonal o deltoedro es el cuarto de una serie infinita de trapezoedros, que son los poliedros conjugados de los antiprismas. Tiene doce caras que son deltoides congruentes. Puede ser descrito por la notación de Conway dA6.
Es una figura isoedral (transitiva de caras), lo que significa que todas sus caras son iguales. Más específicamente, todas las caras no son simplemente congruentes sino también transitivas, es decir, se encuentran dentro de la misma órbita de simetría. Los poliedros isoédricos convexos son aquellas formas que pueden usarse como dados.

## Simetría
La simetría de un trapezoedro hexagonal, es D6d de orden 24. Su grupo de rotación es D6 de orden 12.

## Variaciones
Un grado de libertad dentro de la simetría D6 convierte los deltoides en cuadriláteros congruentes con 3 longitudes de arista. En el límite, un borde de cada cuadrilátero tiene una longitud cero y los poliedros se convierten en bipirámides.
La disposición cristalina de los átomos puede repetirse en el espacio con una configuración trapezoédrica hexagonal alrededor de un átomo, que siempre es enantiomorfo, y comprende los grupos espaciales 177–182. El cuarzo beta es el único mineral común con este sistema cristalino.
Si los deltoides que rodean las dos puntas tienen formas diferentes, la figura solo puede tener simetría C6v, de orden 12. En este caso, se denominan trapezoedros desiguales. Su dual es un antiprisma desigual, con los polígonos superior e inferior de diferentes radios. Si está torcido y es desigual, su simetría se reduce a la simetría cíclica C6, de orden 6.
| Tipo         | Trapezoedro retorcido (isoedral) | Trapezoedro retorcido (isoedral) | Trapezoedros desiguales   | Desiguales y retorcidos |
| Simetría     | D6, (662), [6,2]+, orden 12      | D6, (662), [6,2]+, orden 12      | C6v, (*66), [6], orden 12 | C6, (66), [6]+, orden 6 |
| ------------ | -------------------------------- | -------------------------------- | ------------------------- | ----------------------- |
| Imagen (n=6) |                                  |                                  |                           |                         |
| Desarrollo   |                                  |                                  |                           |                         |

## Teselado esférico
El trapezoedro hexagonal también existe como poliedro esférico, con 2 vértices en los polos y vértices alternos igualmente espaciados por encima y por debajo del ecuador.

## Poliedros relacionados
|                         |        |        |        |       |         |         |          |          |
|                         |        |        |        |       |         |         |          |          |
| {6,2}                   | t{6,2} | r{6,2} | t{2,6} | {2,6} | rr{6,2} | tr{6,2} | sr{6,2}  | s{2,6}   |
| Duales de los uniformes |        |        |        |       |         |         |          |          |
|                         |        |        |        |       |         |         |          |          |
| V62                     | V122   | V62    | V4.4.6 | V26   | V4.4.6  | V4.4.12 | V3.3.3.6 | V3.3.3.3 |

| Nombre trapezoedro        | Trapezoedro digonal (Tetraedro) | Trapezoedro trigonal | Trapezoedro tetragonal | Trapezoedro pentagonal | Trapezoedro hexagonal | Trapezoedro heptagonal | Trapezoedro octogonal | Trapezoedro decagonal | Trapezoedro dodecagonal | ...                   | Trapezoedro apeirogonal |
| ------------------------- | ------------------------------- | -------------------- | ---------------------- | ---------------------- | --------------------- | ---------------------- | --------------------- | --------------------- | ----------------------- | --------------------- | ----------------------- |
| Poliedro                  |                                 |                      |                        |                        |                       |                        |                       |                       |                         | ...                   |                         |
| Poliedro esférico         |                                 |                      |                        |                        |                       |                        |                       |                       |                         | Imagen teselado plano |                         |
| Configuración de vértices | V2.3.3.3                        | V3.3.3.3             | V4.3.3.3               | V5.3.3.3               | V6.3.3.3              | V7.3.3.3               | V8.3.3.3              | V10.3.3.3             | V12.3.3.3               | ...                   | V∞.3.3.3                |